# Conferencia de las Naciones Unidas sobre Comercio y Desarrollo

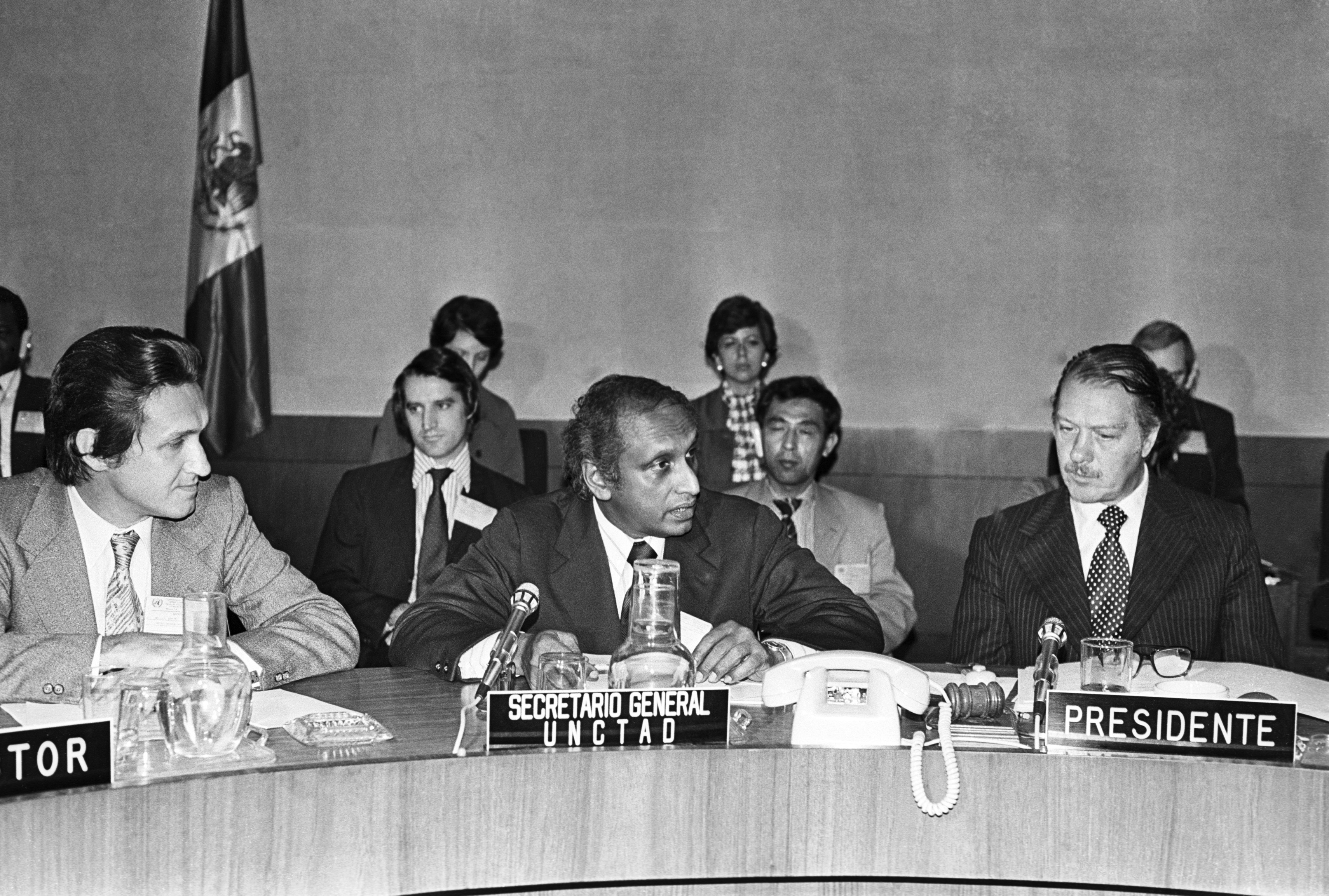
Tercera sesión de la conferencia (UNCTAD III), efectuada en Santiago, Chile (13 de abril-21 de mayo de 1972).

La Conferencia de las Naciones Unidas sobre Comercio y Desarrollo (CNUCYD o UNCTAD, esta última del inglés United Nations Conference on Trade and Development; en francés, Conférence des Nations unies sur le Commerce et le Développement, CNUCED), creada en 1964 para asuntos relacionados con el comercio, las inversiones y el desarrollo, es el principal órgano de la Asamblea General de la ONU. Los objetivos de la organización son «maximizar las oportunidades comerciales, de inversión y desarrollo de los países en vías de desarrollo así como la asistencia en sus esfuerzos para integrarse en la economía mundial.»

## Historia y situación actual
El 8 de diciembre de 1962, la Asamblea General de las Naciones Unidas aprobó por 91 votos contra cero y una abstención un proyecto de resolución presentada por 35 naciones para llevar a cabo una Conferencia sobre Comercio y Desarrollo, convocada por el Consejo Económico y Social en 1964. Se oficializa en 1964, por iniciativa de la ONU para promover el comercio de los países en desarrollo, estabilizar los precios de sus exportaciones y eliminar las barreras de entrada a los países industriales. Sus fines no son albergar negociaciones sino servir de cauce a propuestas que se trasmitirán posteriormente a otros organismos como el GATT (OMC) y el FMI. Su mayor éxito en los primeros años de funcionamiento fue la propuesta del Sistema Generalizado de Preferencias de 1971 que consiguió que fuese aceptado por el GATT. 
En la actualidad, la UNCTAD cuenta con 194 Estados miembros, y su sede se encuentra en Ginebra, Suiza. Dispone de una plantilla de 400 miembros y un presupuesto anual regular de aproximadamente 50 millones de dólares estadounidenses, así como unos fondos extraordinarios de asistencia técnica de unos 25 millones de dólares estadounidenses. Sin embargo, el abrumador peso que en ella tienen los países subdesarrollados junto con sus métodos asamblearios de funcionamiento disminuían su eficacia, haciendo que casi siempre sus propuestas no pasasen de ser denuncias inútiles o exigencias a los países industrializados imposibles de llevar a la práctica. (Los países desarrollados marginaron gradualmente a la UNCTAD y pusieron las cuestiones de comercio y desarrollo en manos del FMI, del Banco Mundial, de la OECD y de la WTO(World Trade Organization), que impusieron un rígido marco neoliberal, acorde con sus intereses.
En la actualidad, se centra en las siguientes tareas:
- Análisis de la globalización y su efecto sobre las estrategias de desarrollo.
- Fomento del comercio internacional de bienes y servicios y productos básicos, ayudando a los países en desarrollo a aprovechar los efectos positivos de la globalización y la integración económica.
- Fomento de la inversión y de la transferencia de tecnología a los países en desarrollo.
- Ayuda a la creación de infraestructuras de servicios para el desarrollo y la eficiencia comercial.
- Presta atención especial a los países menos adelantados, sin litoral e insulares.

## Estructura
El trabajo intergubernamental se realiza en cuatro niveles de reuniones:
- La conferencia UNCTAD - se lleva a cabo cada 4 años.
- La mesa de comercio y desarrollo del UNCTAD - la mesa gestiona el trabajo de la UNCTAD entre dos conferencias y se reúne tres veces al año.
- Cuatro comisiones UNCTAD y un grupo de trabajo - estos se reúnen más a menudo que la mesa para reanudar la política, el programa y los asuntos relacionados con el presupuesto.
- Reuniones de expertos - las comisiones pueden convocar reuniones de expertos en ciertas áreas de forma que proporcionen información experta a las discusiones políticas de la comisión.

## Reuniones
| Edición     | Ciudad              | País Sede  | Fechas                             |
| ----------- | ------------------- | ---------- | ---------------------------------- |
| UNCTAD I    | Ginebra             | Suiza      | 23 de marzo – 16 de junio de 1964  |
| UNCTAD II   | Nueva Delhi         | India      | 1 de febrero – 29 de marzo de 1968 |
| UNCTAD III  | Santiago de Chile   | Chile      | 13 de abril – 21 de mayo de 1972   |
| UNCTAD IV   | Nairobi             | Kenia      | 5 – 31 de mayo de 1976             |
| UNCTAD V    | Manila              | Filipinas  | 7 de mayo – 3 de junio de 1979     |
| UNCTAD VI   | Belgrado            | Yugoslavia | 6 – 30 de junio de 1983            |
| UNCTAD VII  | Ginebra             | Suiza      | 9 de julio – 3 de agosto de 1987   |
| UNCTAD VIII | Cartagena de Indias | Colombia   | 8 – 25 de febrero de 1992          |
| UNCTAD IX   | Midrand             | Sudáfrica  | 27 de abril – 11 de mayo de 1996   |
| UNCTAD X    | Bangkok             | Tailandia  | 12 – 19 de febrero de 2000         |
| UNCTAD XI   | São Paulo           | Brasil     | 13 – 18 de junio de 2004           |
| UNCTAD XII  | Acra                | Ghana      | 21 – 25 de abril de 2008           |
| UNCTAD XIII | Doha                | Catar      | 21 – 26 de abril de 2012           |
| UNCTAD XIV  | Nairobi             | Kenia      | 17 – 22 de julio de 2016           |
| UNCTAD XV   | Bridgetown          | Barbados   | 3 – 8 de octubre de 2021           |

## Informes
La UNCTAD genera una serie de informes sobre ciertos temas, entre ellos:
- El informe sobre comercio y desarrollo[4]
- El informe de inversión mundial[5]
- El informe sobre el desarrollo económico de África[6]
- El informe sobre los países menos desarrollados[7]
- Las estadísticas de la UNCTAD[8]
- El informe sobre comercio electrónico y desarrollo[9]
- La revisión de transporte marítimo[10]
- 2011 - Informe sobre el comercio y el desarrollo[11]

La UNCTAD también realiza varios programas de cooperación técnica, como el ASYCUDA (SIDUNEA), DMFAS, EMPRETEC y WAIPA.
Además, realiza ciertas cooperaciones técnicas en colaboración con la Organización Mundial del Comercio a través del Centro de Comercio Internacional, una agencia técnica de cooperación conjunta (del UNCTAD y de la Organización Mundial del Comercio) que aborda aspectos operacionales y empresariales del desarrollo del comercio.